# イチモンジカメノコハムシ
イチモンジカメノコハムシ（学名: Thlaspida cribrosa）は、扁平な形のハムシ科の昆虫の一つ。ムラサキシキブを食べる。

## 特徴
イチモンジカメノコハムシは、いわゆるカメノコハムシ類と言われる型のハムシ類の一つで、前胸と前翅の周辺が板状にのびていて、半透明な円盤の真ん中にやや平らなテントウムシ風の昆虫本体がはまり込んだような形になっている。
体長は7.8-8.5mm、全体に円形、ただし昆虫本体の周囲に先述のような板状の突出部がある。頭部は完全に前胸に覆われて下面にある。触角は前に突き出る。歩脚はほとんど胴体と板状の突出の下にある。
全体に黄色っぽい褐色でつやがあり、まるでプラスチックで出来ているかニスを塗ったような表面の質感を持つ。表面は透明っぽい。前翅の胴体を覆う部分は濃い褐色で、まるで胴体の存在を誇示しているかのようである。その背面中程前方よりにはでこぼこがあって隆起した部分はより黄色っぽく、何となく文字でも書いてあるかのように見える。また、胴体部分の後方斜め後ろには、突出部の透明部分にそこだけ濃い褐色の部分が突き出ており、まるで後肢がここにある、とでもいった風になっている。

## 習性
ムラサキシキブや近縁のヤブムラサキを食草としている。葉の裏面に張り付いているので直接に探すのは難しいが、葉の真ん中あたりからあちこちに穴を開けるように食べるので、穴の開いた葉を見つけて裏返すとたやすく発見できる。

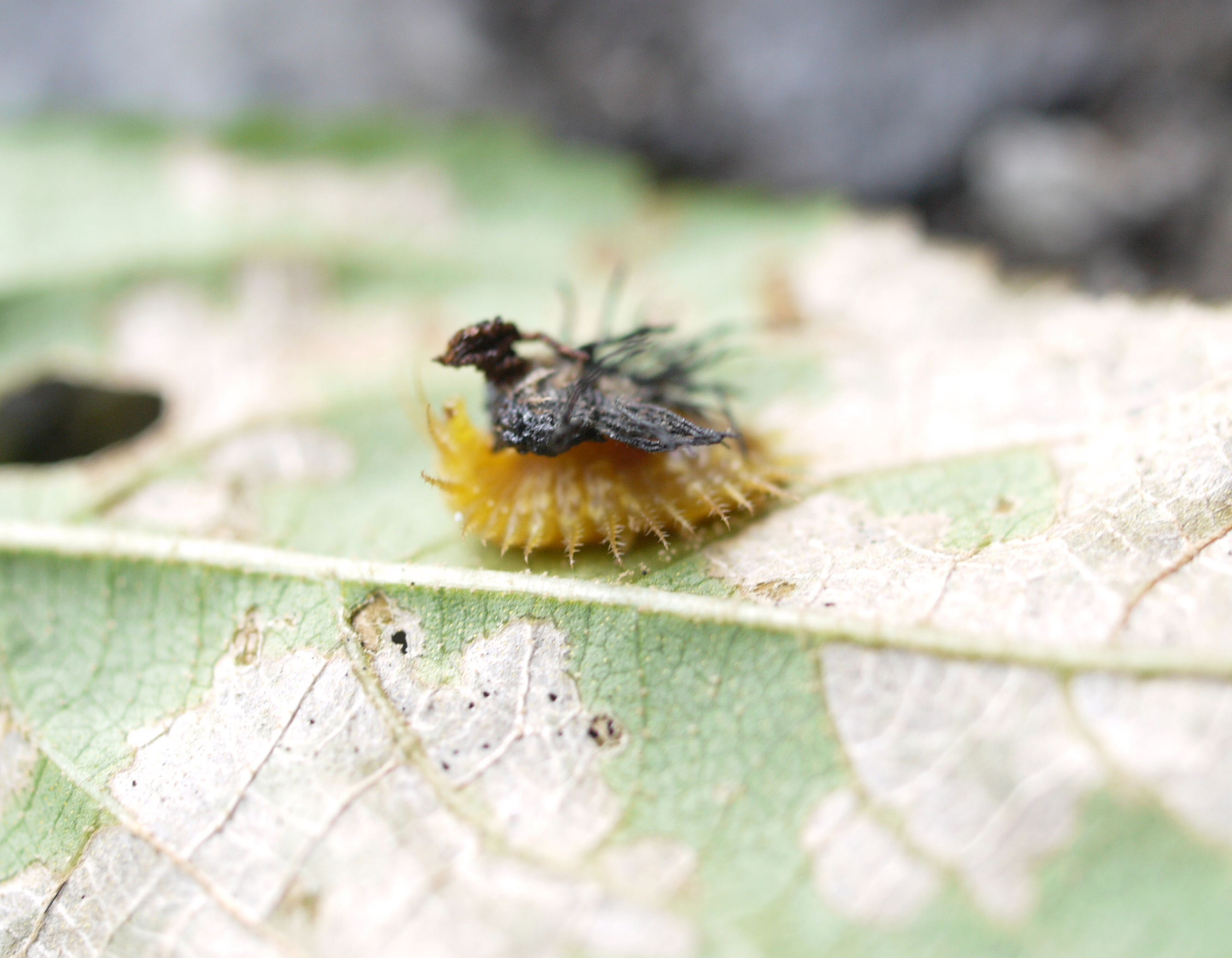
幼虫

幼虫も成虫と同じものを食べ、同時に見つかることもよくある。幼虫はややイモムシに似ているがより太短く、中央やや前が幅広い。周囲には細かい棘が並ぶが、別に害はない。おもしろいのは、尾の先端に脱皮殻などをつけ、これを背中に向けてそるようにして、それらのゴミで幼虫の背中を覆う。
蛹も同じ場所で見られ、やはり背中をゴミで覆っている。前胸部だけが成虫と同じ形になっているのがちょっと奇妙である。

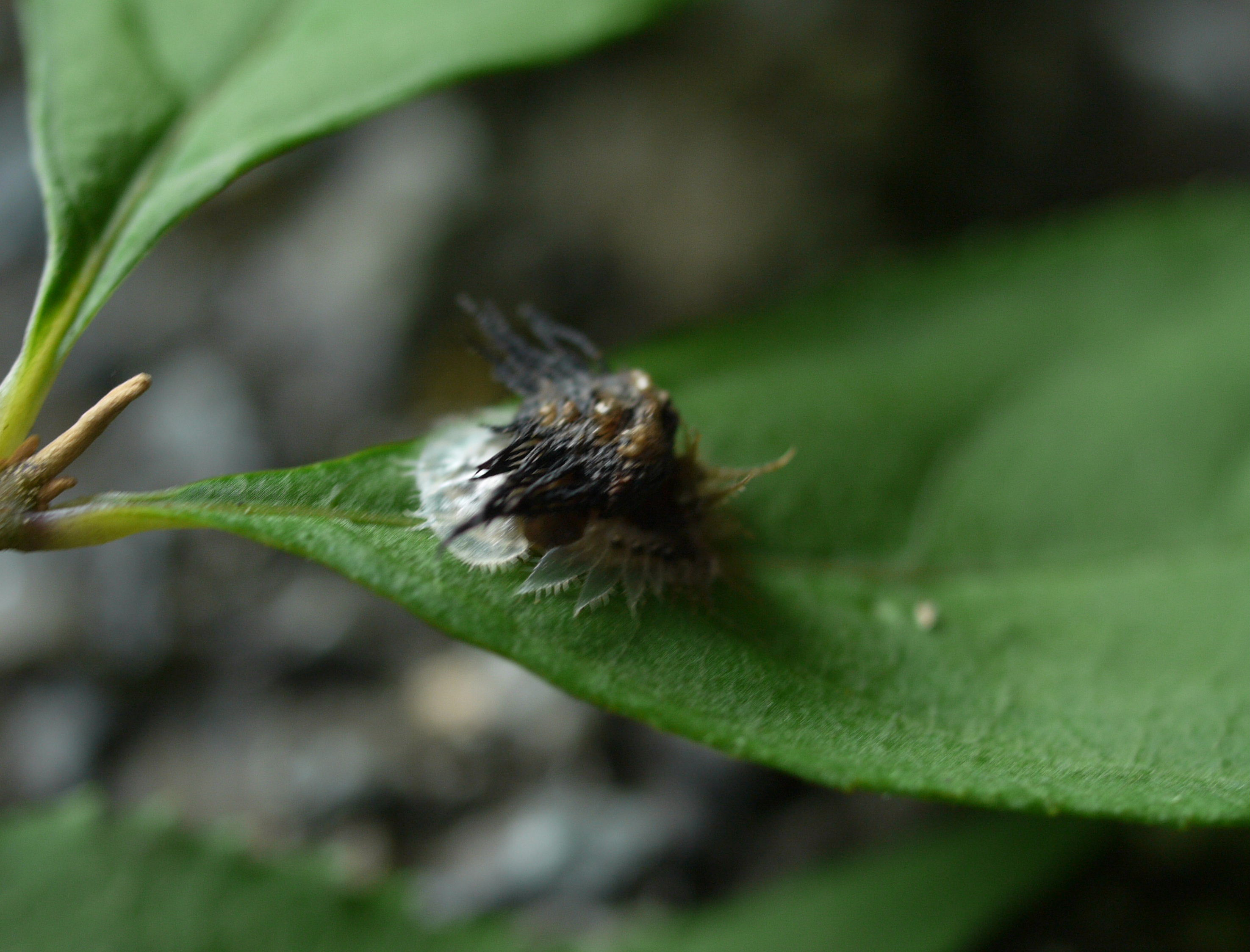
蛹

## 分布
本州から四国、九州、琉球列島に分布する。国外では朝鮮半島、中国、台湾、インドシナ、ミャンマー、インドまで分布する。
主に山間部に見られる。

## 近似種など
似たような種類は多く、形態では特にルイスジンガサハムシやセモンジンガサハムシなどが似ている。多くのものには前翅の周辺部の前方と後方に暗色部があり、この種のように後方だけというのは少ない。セモンジンガサハムシはその点では似ているが、もっと小さい。種ごとに食草がはっきり異なるので、その方向から見分ける方が容易である。

## 利害
山間部の野生植物を食べるものなので、利害はない。ムラサキシキブは観賞用に栽培されることもあるが、それを食害する話は聞かない。